# 3000万円クイズ
『3000万円クイズ』（さんぜんまんえんクイズ）は、1969年10月1日から1970年3月28日までフジテレビ系列局で放送されていたフジテレビ製作のクイズ番組である。放送時間は毎週月曜 - 土曜 19:30 - 19:45 （日本標準時）。
正式名称は「テレビビッグプレゼント 3000万円クイズ」であるが、新聞のテレビ欄においては表題通りの表記が用いられていた。

## 概要
視聴者の代表がクイズに挑戦していた視聴者参加型番組で、トライに成功した者にはカップルでヨーロッパ旅行および副賞20万円、合計100万円が贈られていた。タイトルの「3000万円」は賞金100万円の1ヶ月分を意味する。電光掲示板を利用してあみだくじを行う「アミダ・エレクトロニクス」（月・水・金）を初め、「10のまちがいさがし」（火・木）や「大喜利クイズ」（土）というコーナーがあった。
司会は同日に直前で開始した『夜のゴールデンショー』の司会者やレギュラーが担当した。
『夜のゴールデンショー』の打ち切りとともに本番組も終了した。

## 司会
月曜
- 西郷輝彦
- 山内賢

火曜
- 塚田茂
- 芳村真理
- 小林大輔（当時：フジテレビアナウンサー）

水曜
- 宍戸錠
- 芳村真理

木曜
- 坂本九
- 堺正章

金曜
- てんぷくトリオ（三波伸介、戸塚睦夫、伊東四朗） - 『夜のゴールデンショー』水曜レギュラー。

土曜
- 八代英太 - 唯一『夜のゴールデンショー』とは関係ない。

その他
- 高松しげお
- 東京ぼん太
- ストレートコンビ（橋達也、花かおる）
- ほか[2]